# Rue des Rosiers
Rue des Rosiers är en gata i Quartier Saint-Gervais i Paris 4:e arrondissement. Rue des Rosiers, som börjar vid Rue Malher 113 och slutar vid Rue Vieille-du-Temple 40, är uppkallad efter de rosor som växte i en grannträdgård.

## Omgivningar
- Notre-Dame-des-Blancs-Manteaux
- Saint-Paul-Saint-Louis
- Saint-Gervais-Saint-Protais
- Jardin des Rosiers – Joseph-Migneret
- Square Charles-Victor-Langlois
- Jardin de l'Hôtel-Lamoignon

## Kommunikationer
- Tunnelbana – linje  – Saint-Paul

### Webbkällor
- ”Rue des Rosiers”. Mairie de Paris. http://www.v2asp.paris.fr/commun/v2asp/v2/nomenclature_voies/Voieactu/8335.nom.htm. Läst 17 mars 2017.